# Río 2
Río 2 es una película animada  producida por Blue Sky Studios y dirigida por Carlos Saldanha. Es la secuela de Río, también dirigida por Saldanha. Cuenta nuevamente con las voces de Jesse Eisenberg interpretando a Blu y Anne Hathaway interpretando a Perla. Se estrenó el 11 de abril de 2014 en Estados Unidos y el 21 de marzo de 2014 a nivel internacional.
En Río 2, Blu (Eisenberg) y Perla  (Hathaway) son pareja y padres de 3 hijos. La familia vive cómodamente en las afueras de la ciudad de Río de Janeiro. Blu sigue siendo un ave de ciudad, sus tres hijos, al igual que su padre, se han acostumbrado a la vida humana, pero Perla no está de acuerdo con esto, y cuando se entera de que podría haber más guacamayos azules en el Amazonas, le insiste a Blu ir allá para que los niños aprendan a vivir como verdaderas aves, a lo que Blu acepta a regañadientes. Una vez en la selva, Perla se reencuentra con su padre perdido (García), mientras que Blu intenta acostumbrarse a la selva, resistiéndose a dejar de lado sus comodidades humanas. Además, Blu tendrá que establecer una buena relación con su suegro, mientras que este no lo mira con buenos ojos por estar tan conectado con los humanos.
Río 2 cuenta con la presentación de muchos personajes nuevos, a quienes dan las voces un elenco de estrellas encabezado por Andy García, Rita Moreno, Bruno Mars, Kristin Chenoweth, Rachel Crow, Amandla Stenberg y Miguel Ferrer (en su última película antes de su muerte en 2017). La película también está dedicada a la memoria del guionista Don Rhymer, quien murió el 28 de noviembre de 2012. Esta también fue la última película de "Rio" producida por Blue Sky Studios antes de su cierre el 10 de abril de 2021 y una secuela está actualmente en desarrollo. Recaudó $ 498 millones en todo el mundo, contra un presupuesto de producción de $ 100 millones, lo que la convirtió en la decimoquinta película más taquillera de 2014, y recibió críticas mixtas de los críticos, obteniendo elogios por la animación, la actuación de voz y las canciones, pero críticas por la historia y la escritura.

## Argumento
Tres años después de la derrota de Pepillo, en Río de Janeiro se está celebrando el año nuevo en toda la ciudad y las aves exóticas no se quedan atrás, ya que todas están bailando junto a la estatua del cristo redentor. Entre todos, Blu y Perla están bailando felizmente. Perla le dice a Blu que él es el ave de su vida a lo que Blu contesta que eso es bueno asegurando que él es el único que hay igual, pero por otro lado están sus hijos: Tiago, Bia y Carla, quienes están a punto de hacer volar a su niñera llamada Tiny colgandola de los fuegos artificiales, pero Blu y Perla llegan y los detienen. Blu desata al ave de los fuegos artificiales, la cola de Blu se incendia y enciende los fuegos artificiales (con Tiny atada a ellos). A medida que los fuegos artificiales se apagan, Perla y los niños vuelan hasta la estatua del Cristo Redentor mientras los fuegos artificiales se encienden y Blu cae y queda junto a Perla y sus 3 hijos juntos diciendo que empezaron bien el año para posteriormente admirar los fuegos artificiales.
Al día siguiente, Perla lleva al nido de su familia una nuez de Brasil para desayunar, solo para ver que Blu ya estaba cocinando panqueques en casa de Linda y Tulio. Perla le insiste a Blu que no le gusta que los niños se mal-acostumbren a la vida humana. Justo en ese momento salen Linda y Tulio en las noticias, en donde están en el amazonas diciendo haber visto un guacamayo azul ahí y que podría haber muchos más. Al oír esto, Perla le insiste a Blu que vayan a la selva para encontrar a los demás guacamayos, a lo que Blu contesta dudoso, pero su respuesta su familia la toma como un sí.
Nico y Pedro están haciendo audiciones de talentos para encontrar al nuevo rey del carnaval, sin embargo, la única opción parece ser Eva, la pareja de Rafael, que canta feo. Blu llega y les informa a Rafael, Nico, Pedro y Luiz que él y su familia se irán al amazonas, Pedro, Nico y Luiz asustan a Blu diciéndole que en el amazonas hay un sinfín de peligros, pero el siempre optimista Rafael le recuerda una frase "esposa feliz, vida feliz". Blu se tranquiliza y decide ir a la selva de todas formas, asegurando que sólo serían unas "vacaciones familiares".
Blu se equipa con una cangurera que contiene varias cosas, entre ellas una navaja suiza y un GPS. Tiago está ansioso de ir a la selva, Bia lee un libro sobre el amazonas y le dice a Blu que ahí hay muchos animales peligrosos, asustándole un poco, Carla dice que no quiere ir porque se aburriría, pero accede al saber que Nico, Pedro y Rafael también irán a la selva. Blu le hace demasiado caso al GPS que los guía por casi todo Brasil, incluyendo ciudades como Salvador, Ouro Preto, Brasilia, etc. Hasta que llegan a Manaus, mayor urbe y la entrada al Amazonas y ahí toman un barco que los llevaría a la selva. En una feria de Manaus está Pepillo, usando un chaleco isabelino ya que ha perdido casi todas sus plumas y por ello, no puede volar (debido a que Blu lo sacó del avión para poder salvar a Perla). Pepillo se hace pasar por adivino en la feria hasta que ve a Blu y su familia camino a la selva, y al reconocer Pepillo a este último, empieza a recordar todo el sufrimiento que le hizo pasar y entonces, esto hace que Pepillo tome la decisión de vengarse de Blu ya que por culpa de él no puede volar. Pepillo libera a una rana venenosa llamada Gabi y a Carlitos, un oso hormiguero para que lo ayuden a encontrar a Blu y vengarse, entonces se meten en el barco en el que van Blu y su familia y esperan a medianoche para atacar.
Perla le agradece a Blu haber hecho todo ese viaje por ella y ambos se abrazan. En la selva, un empresario llamado "Gran Jefe" que se enteró por las noticias que Tulio y Linda estaban buscando a los guacamayos azules, les pide a sus trabajadores, quienes están talando el amazonas ilegalmente, encontrarlos y deshacerse de ellos, antes de que ellos encuentren a las aves, ya que eso los llevaría a la quiebra.
Pepillo intenta atacar a Blu mientras este duerme, pero su plan fracasa por culpa de Carlitos y Blu no se percata de su presencia, lo que provoca por accidente que suenen los altavoces del barco, entonces Perla, pensando que Tiago fue quien despertó a todos, lo regaña diciéndole: "¡Tiago! ¡Ya estate quieto!", y luego él dice no hizo nada pero cuándo nadie le cree, Blu le dice que "obedeciera a su madre". Al día siguiente, la familia llega a la selva amazónica y no tardan en encontrarse con los demás guacamayos azules, Perla queda encantada al saber que ella y su familia no eran los únicos después de todo. El líder de la tribu, Eduardo, se da cuenta de que Blu trae consigo muchas cosas de humanos y lo agrede, pero Perla inmediatamente lo enfrenta, sin embargo, Perla reconoce a Eduardo y se da cuenta de que es su padre. Eduardo se siente orgulloso de saber que es abuelo de tres nietos y agradece a Blu de haberle regresado a su hija. Más tarde, Perla se reencuentra con su tía Mimi. Perla se encanta al encontrarse con Roberto, su exnovio, pero Blu se siente algo celoso de él, Roberto baila con Perla en una canción que toda la tribu de guacamayos baila celebrando su llegada con alegría, Menos Blu, quien no logra encajar en el baile y mira con tristeza a Perla bailando con Roberto.
En la noche, Blu, Perla y sus 3 hijos duermen en el nido de Roberto, un gigantesco árbol hueco. Perla se duerme abrazada a Blu, quien se desespera un poco cuando Perla le dice que su vida cambiará. Mientras, Linda y Tulio duermen en una carpa y Linda encuentra a un mono que estaba afuera y lo espanta, Linda sospecha del mono ya que este llevaba puesto un sombrero de safari, debido a que venía con los empresarios que estaban talando la selva.
Al día siguiente, Blu despierta con una broma de Tiago y se cepilla el pico, Eduardo le pide que lo acompañe para entrenarlo, puesto que Blu debía integrarse a la tribu, esto hace creer a Blu que se quedarían para siempre en la selva, pero Perla le dice que Eduardo solo estaba emocionado. Mientras Eduardo le enseña a Blu unas técnicas de supervivencia, le explica que la tribu de guacamayos azules está rivalizada con la de los guacamayos rojos liderados por Felipe, ya que cada tribu tiene su territorio en la selva y el alimento es escaso.
Nico, Pedro y Rafael inician una audición de talentos en la selva y muchos animales se presentan, pero ninguno parece convencerlos. Linda y Tulio se encuentran con los obreros del empresario que están talando varios árboles de la selva y Linda intenta detenerlos, pero Tulio le advierte que esos podrían ser agresivos, los obreros capturan a Tulio y Linda escapa.
Luego del entrenamiento, Blu y Eduardo se encuentran con los obreros y se dan cuenta de que están cortando varias plantas. Blu dice que Linda y Tulio podrían ayudarlos, a lo que Eduardo se da cuenta de que Blu era una mascota y por eso estaba tan conectado con los humanos y ambos vuelven a la tribu, más tarde, Blu y Perla tienen una conversación sobre quedarse o no en la selva y Perla se come una mosca. Blu informa a sus amigos de lo ocurrido y dice que no soporta estar en la selva al igual que detesta a Eduardo y Roberto, en ese momento, Eduardo le estaba hablando sobre Blu a Roberto y le pide que lo mantenga vigilado.
Mientras, los obreros capturan a Linda junto con tulio y los llevan con el Gran jefe, quien les explica de sus planes de talar la selva y ata a Tulio y a Linda en un árbol para que no los interrumpan. Pepillo intenta atacar a Blu, pero se confunde y termina en las audiciones de talentos de Nico y Pedro. Nadie reconoce a Pepillo ya que llevaba una hoja en la cabeza y un chaleco, Nigel canta junto a Gabi y les termina encantando a Nico y Pedro y lo aceptan para ir a un show de talentos al que todos en la selva irían y Pepillo ve esto como la oportunidad de encontrar a Blu y tomar venganza.
En la noche, Blu sueña que canta como Roberto y tiene un momento romántico con Perla. Blu decide levantarse temprano para buscar una nuez de Brasil, la favorita de Perla y llevársela para antes de que despierte. Luego de horas de búsqueda, Blu se encuentra con unos monos que le quitan su cangurera y lo guían lejos de la zona, cuando recupera su cangurera, encuentra la nuez que buscaba e intenta sacarla. Luego, Blu se da cuenta de que está en el territorio de guacamayos rojos y que estaba robando su comida, los guacamayos rojos se declaran la guerra contra los azules. Al informarle de esto a Eduardo, se molesta con él ya que podrían perder su territorio en la selva e intenta mantener su paciencia. En el lugar donde se iban a enfrentar los azules contra los rojos, Blu se alivia al darse cuenta de que la "guerra" era un partido de fútbol. Cuando un jugador de los azules se lesiona, Eduardo no tiene más opción que dejar entrar a Blu al partido, Blu parece jugar muy bien, pero sin darse cuenta anota un autogol y dándole la victoria a los rojos y quedarse con el territorio en la jungla, eso causó la indignación de Eduardo y los demás.
Un frustrado Blu decidido a irse del Amazonas, empaca su cangurera y le dice a Perla que todos se irían de ahí ya que no soportaba más estar en la selva. Perla le dice a Blu que se de cuenta que ella y los niños estaban felices viviendo ahí y le pide que deje de pensar todo el tiempo en el mismo y se va, Blu, enfadado decide ir a buscar a Tulio y a Linda, mientras Perla ve cómo Blu se aleja entristecido.
Blu llega al campamento de Linda y Tulio solo para ver que no estaban ahí y vio una foto donde estaban él y Perla felices al estar juntos, Blu decide regresar con su familia a la selva y se despide de todas sus comodidades, incluyendo la cangurera. Roberto aparece y ataca a Blu y pensando que estaba de lado de los humanos, entonces aparece un bulldozer que está a punto de aplastar a Roberto, pero Blu lo salva. Blu comprende que Roberto tiene un trauma con los humanos ya que se vuelve bastante idiotizado y le pide que advierta a las demás aves de los humanos. Blu encuentra a Linda y Tulio y los desata, Roberto les advierte a Eduardo, Perla y los demás que los humanos estaban talando la selva y que Blu estaba con ellos con la intención de ayudar a las aves, Eduardo decide que tienen que evacuar a todos pero Perla se niega a ir con él ya que no se iría sin Blu, pero este llega y propone a todas las aves trabajar juntos para ahuyentar a los humanos.
Los trabajadores siguen talando el amazonas hasta que ven a todos los guacamayos azules, que van contra ellos y ahuyentan a todos los obreros con la ayuda de Linda y Tulio y los guacamayos rojos. El Gran jefe adhiere unos explosivos a unos árboles y los enciende, Blu los toma y vuela alto con la bomba para que no explote en la selva, pero Pepillo se engancha a la bomba, agarra a Blu en el aire y ambos caen, pero la bomba explota y esto asusta a Perla, quien teme que Blu haya muerto. El Gran jefe intenta escapar, pero tropieza y se encuentra con una anaconda. La explosión deja a Blu y a Pepillo inconscientes y enredados en unas lianas, cuando despiertan empiezan a pelearse, Gabi le lanza un mondadientes con su veneno a Blu pero le da a Pepillo y supuestamente lo mata, Gabi intenta suicidarse con su propio veneno y se "suicida", reuniéndose con Pepillo en un santuario: esa escena se parece mucho al final de Romeo y Julieta de William Shakespeare y las aves presentes le aplauden pensando que es una actuación. Bia, hija de Blu y Perla dice que Gabi no es venenosa y que eso es un error muy común, Perla y los pequeños se alivian al saber que Blu está vivo y lo abrazan, Gabi se alegra al saber que, al no ser venenosa, podría estar con Pepillo, pero Pepillo no está feliz con esto, se desespera e intenta atacar a Blu y a su familia nuevamente pero es arrastrado por Gabi fuera de la selva, luego se ve al Gran jefe, quien terminó siendo tragado por la anaconda.
Al encontrar más guacamayos azules, Linda y Tulio lo informan en las noticias y se llevan a Pepillo y a Gabi a Río para estudiar el vínculo que habían formado. La zona en donde están los guacamayos azules se vuelve un área protegida. El espectáculo de carnaval de Nico y Pedro llamado amazonas indomable continúa y Luiz llega al Amazonas para una visita. Blu y Perla Bailan junto a todos los otros guacamayos y Blu le dice a Perla que se quedarían en la selva. Blu le dice a Perla que ella es el ave de su vida y ambos se abrazan. Perla reconoce que Blu la ama profundamente al igual que ella a Blu. Perla le dice a Blu que podrían volver a Río en verano.

## Elenco de voces

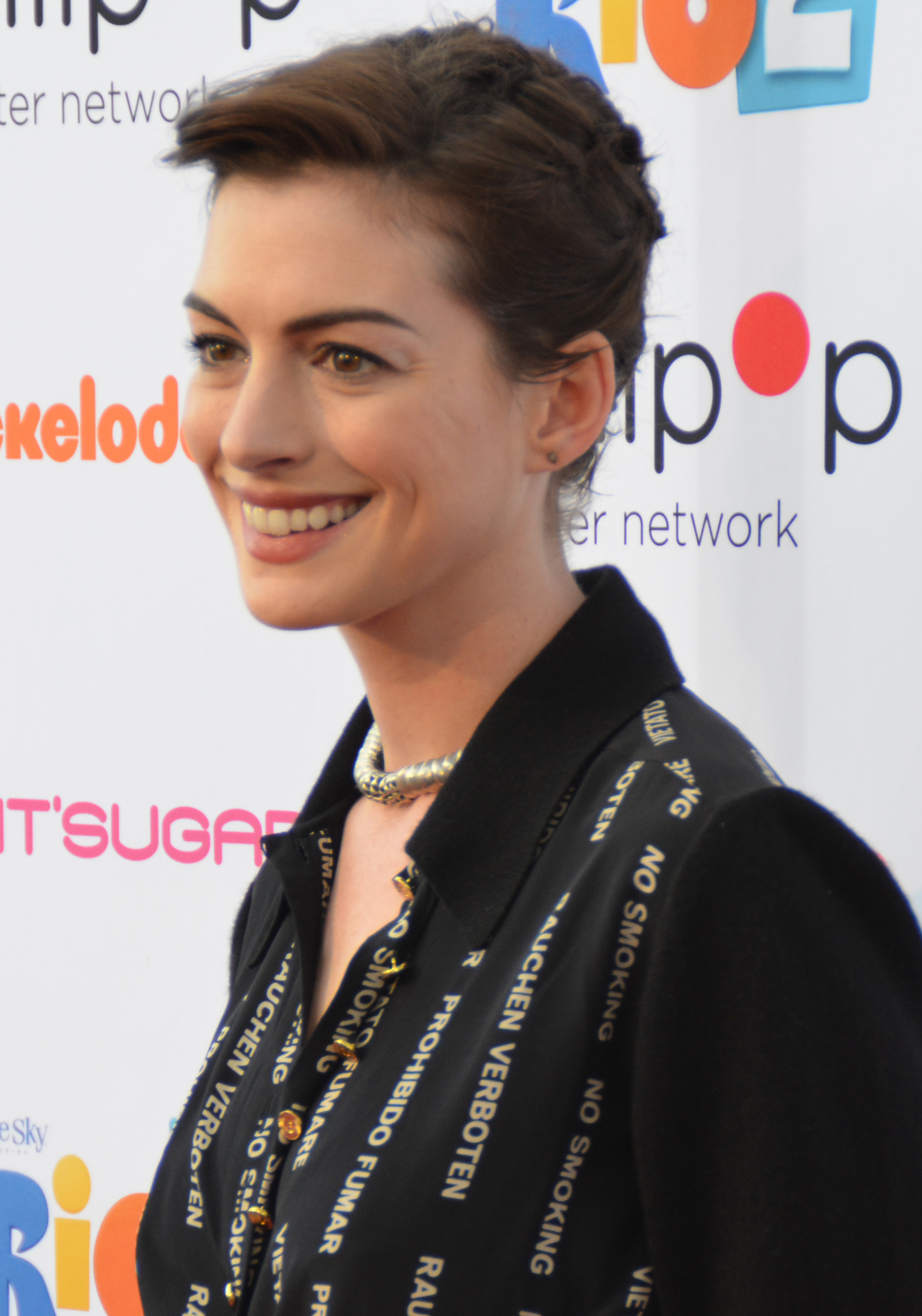
Anne Hathaway en la proyección de la película en Nickelodeon Studios en Burbank, California el 26 de abril de 2014

- Jesse Eisenberg como Blu: Un guacamayo azul (Cyanopsitta spixii) padre de 3 hijos y pareja de Perla. Cuando Perla le insiste a él y a sus hijos trasladarse al amazonas, no se muestra muy convencido de dejar atrás sus comodidades en la ciudad, pero al final, que la familia entera se traslade al Amazonas ya que quiere ver a su familia feliz, sin embargo, no logra acostumbrarse a la vida salvaje a pesar de todos sus intentos de encajar. Lleva una cangurera con varias cosas, entre ellas una navaja suiza y un GPS.
- Anne Hathaway como Perla: Una guacamaya azul (Cyanopsitta spixii)  madre de 3 hijos y pareja de Blu. A pesar de estar feliz en Río con Blu y sus hijos, no es exactamente una fan de las comodidades humanas y al enterarse de que puede haber más guacamayos azules por ahí, le insiste a su familia en ir al Amazonas. Le agradece bastante a Blu ya que, a pesar de que a él no le guste mucho la jungla, ceda a ir al amazonas para que ella sea feliz. Se reencuentra con su padre.
- Andy Garcia como Eduardo: Es el líder de la tribu de guacamayos azules y padre de Perla. Al principio le agradece a Blu haberle regresado a su hija pero luego de conocerlo mejor y darse cuenta de que está muy conectado con los humanos, le empieza a molestar un poco y lo intimida ya que tiene dudas de que si debe estar con su hija Perla.
- Rachel Crow como Carla: Una guacamaya (Cyanopsitta spixii) , hija mayor de Blu y Perla. Es una adolescente con carácter rebelde, prefiere escuchar su iPod a la idea de tener que pasar tiempo con su familia.
- Amandla Stenberg como Bia: Segunda hija de Blu y Perla (Cyanopsitta spixii) y la más inteligente de los trillizos, puede rápidamente sacar un cálculo y pasa casi todo el tiempo leyendo libros.
- Pierce Gagnon como Tiago: Hijo menor (Cyanopsitta spixii) de Blu y Perla y el único varón de los trillizos. Le gusta la aventura y la destrucción. También pasa su tiempo haciendo bromas pesadas. Es muy probable que sea pirómano
- George López como Rafael: Es un Tucán toco, siempre aconseja a Blu. Tiene dieciocho hijos, es bastante relajado y amante del carnaval. Convence a Blu de ir al Amazonas con su familia recordándole: "Una esposa feliz es una vida feliz".
- Jamie Foxx como Nico: Es un Canario amarillo El acompaña a Blu y Perla en su aventura. Usa una tapa de refresco como sombrero y arma, pero la perdió accidentalmente, y ahora usa la cáscara de una baya. Es el mejor amigo de Pedro y siempre van juntos a donde sea. Él y pedro buscan a un nuevo rey del carnaval pero no logran encontrarlo, hasta que llegan al amazonas donde harán una audición de talentos.
- Will.i.am como Pedro: Es un Cardenal de cresta roja. El acompaña a Blu y Perla en su aventura. Es el mejor amigo de Nico y siempre van juntos a todos lados. Le encanta bailar zamba al estilo Hip-Hop el y Nico hacen audiciones para encontrar a nuevo rey del carnaval.
- Rita Moreno como Mimi: Una guacamaya azul, tía de Perla y hermana mayor de Eduardo, es la única descarada suficiente como para desafiarlo. Además le da la bienvenida tanto a Perla como a Blu y trata de suavizar el conflicto entre él y Eduardo.
- Jemaine Clement como Pepillo: Es una Cacatúa casi sin plumas que trabaja como adivino en una feria, al saber que Blu y su familia viajan al amazonas ira tras ellos para tomar venganza contra Blu ya que, gracias a él, ha perdido la mayoría de sus plumas y vuela como un pollo. Para ello contara con la ayuda de un oso hormiguero y una rana del dardo que esta totalmente enamorada de él.
- Kristin Chenoweth como Gaby: Es una rana del dardo que ha estado atrapada en un frasco, en el mercado, viendo a Pepillo desde lejos con adoración. Ella se da cuenta de que es un poco exagerado para una rana tener sentimientos por un pájaro, sobre todo porque lo que toca lo mata, pero ella está encantada de unirse a Pepillo en su búsqueda de venganza. Bia revela que no es venenosa en realidad. Ella podrá ser pequeña, pero su corazón malvado es grande.
- Carlitos: Es un oso hormiguero obligado a bailar tap para los turistas hasta que Pepillo lo liberó. Se convierte en el músculo de silencio de la trama de Pepillo para encontrar a Blu y arruinar su vida. Usa un sombrero y su pelaje le hace parecer que lleva un chaleco.
- Leslie Mann como Linda: Una humana que cuidó a Blu durante 15 años. Está casada con Julio y ama a la naturaleza y a las aves. Ella junto a su esposo Julio se aventuran al amazonas para buscar más guacamayos azules.
- Rodrigo Santoro como Túlio: Esposo de Linda, siente un amor profundo por las aves. Él junto a su esposa Linda se aventuran al amazonas para encontrar más guacamayos azules.
- Miguel Ferrer como Gran jefe: Es un empresario que hace como uno de los antagonistas de la película. Él y sus trabajadores planean talar el amazonas, lo que pone en peligro a Blu y a su familia. Odia la naturaleza y está en contra de los ecologistas. Termina siendo tragado por una anaconda.
- Tití emperador: es un tití emperador (Saguinus imperator), con un característico bigote blanco. Es la mascota del Gran jefe y es tan malvado como él. Trató de robar provisiones a Tulio y Linda. Ama comer paletas de dulce junto con su dueño. No se sabe si después de que la anaconda se tragara a su dueño, se volvería bueno.
- Bruno Mars como Roberto: Es un guacamayo azul presumido que hace que todas las mujeres se desmayen con su canto. Resulta que fue amigo de la infancia de Perla, a quien llamaba "Perliux". Le agrada a toda la familia menos a Blu, quien se siente cohibido al conocerlo ya que parece ser todo lo contrario a él. Además, coquetea con Perla, lo que despierta los celos de Blu y es el primer Antihéroe de Río 2.
- Tracy Morgan como Luis: Es un simpático bulldog con un problema de exceso de saliva, que a pesar de ser amigo de las aves en varios momentos sueña con devorarlas. Aparece al inicio de la película donde se olvidan de él para el viaje al Amazonas, pero reaparece al final donde logra conocer la selva.
- Jake T. Austin como  Fernando: Un niño pobre sin familia que fue adoptado por Tulio y Linda y ahora trabaja en el centro de conservación. Aunque fue importante en la primera película, en esta solo apareció en una escena, cuando ve volar a Perla con la nuez de Brasil. Se sabe que ahora es adolescente.
- Bebel Gilberto como Eva: Es una tucán pico de quilla y esposa de Rafael.
- Philip Lawrence como  Felipe: Es un guacamayo escarlata macho y líder hostil de una tribu que tiene rivalidad y disputa territorial con los guacamayos de Spix.

## Doblaje
| Personaje            | Actor original       | Actor de doblaje              | Actor de doblaje           |
| -------------------- | -------------------- | ----------------------------- | -------------------------- |
| Blu                  | Jesse Eisenberg      | Moisés Iván Mora              | Roger Pera                 |
| Perla                | Anne Hathaway        | Yadira Aedo                   | Graciela Molina            |
| Perla                | Anne Hathaway        | Natalia Mendoza (voz cantada) | Graciela Molina            |
| Rafael               | George Lopez         | Gabriel Pingarrón             | Rafael Calvo               |
| Pedro                | Will.i.am            | Rubén Cerda                   | Eduard Farelo              |
| Nico                 | Jamie Foxx           | Mario Filio                   | Manuel Osto                |
| Nico                 | Jamie Foxx           | Mario Filio                   | Ivan Labanda (voz cantada) |
| Luis                 | Tracy Morgan         | Eduardo Giaccardi             | José Luis Mediavilla       |
| Tulio                | Rodrigo Santoro      | José Arenas                   | Pep Papell                 |
| Linda                | Leslie Mann          | Rosalba Sotelo                | Isabel Valls               |
| Eduardo "Abu"        | Andy Garcia          | Carlos Segundo                | Alfonso Vallés             |
| Pepillo              | Jemaine Clement      | Humberto Solórzano            | Jordi Ribes                |
| Bia                  | Amandla Stenberg     | Regina Carrillo               | Rita Fernández             |
| Tiago                | Pierce Gagnon        | Abdeel Silva                  | Max Bueno                  |
| Carla                | Rachel Crow          | Monserrat Mendoza             | Belén Barenys              |
| Carla                | Rachel Crow          | Leyla Rangel (voz cantada)    | Belén Barenys              |
| Gabi                 | Kristin Chenoweth    | Romina Marroquín Payró        | Soraya Arnelas             |
| Roberto              | Bruno Mars           | Arturo Cataño                 | Jonatan López              |
| Roberto              | Bruno Mars           | César Robles (voz cantada)    | Jonatan López              |
| Tía Mimi             | Rita Moreno          | Laura Torres                  | Margarita Ponce            |
| Gran Jefé            | Miguel Ferrer        | Miguel Ángel Ghigliazza       | Miguel Ángel Jenner        |
| Felipe               | Philip Lawrence      | Óscar Flores                  | José Javier Serrano        |
| Tiny                 | Kate Micucci         | Melissa Gedeón                | ?                          |
| Eva                  | Bebel Gilberto       | Gaby Cárdenas                 | Montse Miralles            |
| Claira               | Claira Nicole Titman | Zoe Mora                      | ?                          |
| Fernando             | Jake T. Austin       | José Antonio Toledano         | Rafael Calvo II            |
| Tortuga capoeira     | Jim Conroy           | Pedro D'Aguillón Jr.          | ?                          |
| Reportera            | Natalie Morales      | Marianna Santiago             | ?                          |
| Locutor Tapir        | Pablo Ramírez        | Luis Alfonso Mendoza          | Alberto Mieza              |
| Narrador puercoespín | Marco Antonio Regil  | Xavier Sol                    | Juan Miguel Valdivieso     |
| Perezosa rapera      | Amy Heidemann        | Betzabe Jara                  | ?                          |
| Insertos             | N/A                  | Enrique Perera                | Gonzalo Abril              |

## Producción
El 25 de enero de 2012, durante una entrevista con la Associated Press, , el fallecido productor musical Sérgio Mendes, quien coescribió una canción para la primera película, habló sobre la secuela, diciendo: "Creo que el plan es que la película salga tres o cuatro meses antes de la Copa Mundial. Fox ha estado hablando de eso y parece que va a suceder. Vamos a tener una reunión, creo que la próxima semana, y Carlos viene a la ciudad para contarnos la historia, y parece que va a salir adelante."
En abril de 2012, Deadline Hollywood informó que Jesse Eisenberg había firmado para retomar su papel como Blu, y que Anne Hathaway también había confirmado su regreso para dar voz nuevamente a Perla (Jewel).
En octubre de 2012, Variety afirmó que Carlos Saldanha había firmado oficialmente un contrato de cinco años con 20th Century Fox que le permitía dirigir películas tanto de acción real como animadas, siendo la secuela parte de ese acuerdo contractual.
El guionista Don Rhymer falleció el 28 de noviembre de 2012 debido a complicaciones relacionadas con un diagnóstico positivo de cáncer de cabeza y cuello mientras trabajaba en la película.
En enero de 2013, Rodrigo Santoro confirmó su regreso para dar voz nuevamente al ornitólogo Tulio Monteiro, además de insinuar que la ambientación de la secuela tendría lugar en la Amazonía.
El 18 de abril de 2013, 20th Century Fox y Blue Sky presentaron el primer adelanto de la película durante el evento anual CinemaCon en Las Vegas, Nevada.
El 14 de mayo de 2013, ese mismo tráiler fue lanzado en línea a nivel mundial y fue proyectado junto con la película Epic.
El cantante y actor Bruno Mars se unió al elenco interpretando a Roberto, luego de que el director Carlos Saldanha viera su actuación en Saturday Night Live. Durante la producción, Mars aportó ideas personales que ayudaron a moldear mejor el aspecto físico, la personalidad y la voz de su personaje.[cita requerida]

## Lanzamiento

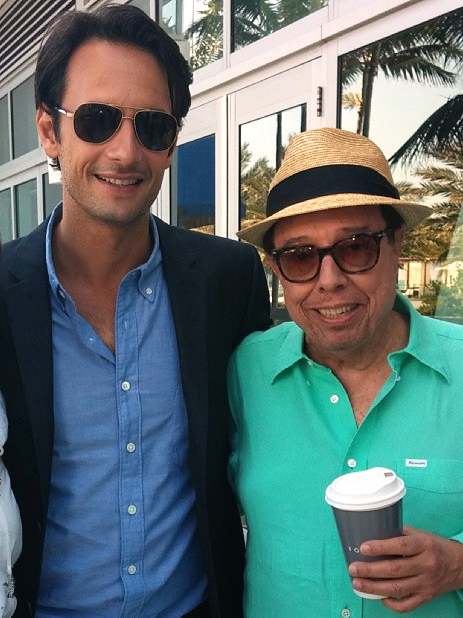
Rodrigo Santoro, quien da voz a Tulio, y el difunto productor de la banda sonora Sérgio Mendes en el evento de prensa de la película.

Rio 2  se estrenó en cines internacionales el 20 de marzo de 2010. El estreno de la película se realizó en Miami, Florida  el 20 de marzo de 2010. [cita requerida] La película se estrenó en cines en los Estados Unidos el 11 de abril de 2010.
El estreno en cines de la película fue precedido por  Almost Home , un cortometraje producido por Pixar para promocionar su película de 2011 Cars 2  (20th Century Fox manejó la distribución de las películas de DWA actualmente Universal Pictures desde el 2012 en el momento de su lanzamiento).

### Marketing
Bajo la supervisión de 20th Century Fox, con el director Carlos Saldanha y el compositor de música John Powell, la ciudad natal natural de la película, Río de Janeiro, Brasil usó la película como enlace promoción para la celebración de la Nochevieja 2010 en la Playa de Copacabana.
Se han lanzado tres de los cuatro episodios de  Angry Birds Rio , todos visualmente vinculados a  Rio 2 . El primero, "Rocket Rumble", se lanzó en enero de 2010, el segundo, "High Dive", en febrero de 2010, y el tercero, "Blossom River", en abril de 2010.

### Medios domésticos
Rio 2  se lanzó en Blu-ray (2D y 3D) y DVD el 3 de septiembre de 2010. La exclusiva de Target viene con un peluche de Blu. El 4 de noviembre de 2010 se lanzó una edición limitada para cantar a coro de la película en Blu-ray y DVD. Rio 2 estuvo disponible en Disney Plus el 16 de octubre de 2020.

## Recepción

### Crítica
Río 2 obtuvo reseñas mixtas por parte de la crítica cinematográfica. El sitio web Rotten Tomatoes le da a la película una puntuación de 48% basado en los comentarios de 105 críticos, con una calificación promedio de 5.4/10. El consenso del sitio dice: "Como la mayoría de las secuelas, Río 2 toma plantilla básica de su predecesora y trata de hacerla más grande, lo cual significa que es incluso más ocupada, más colorida y en última instancia, más agotador para los espectadores no juveniles". Otro sitio web de agregación de reseñas, Metacritic, que asigna una calificación normalizada de 100 mejores comentarios de la prensa de corriente, calcula una puntuación de 49 sobre 100 basado en 34 revisiones, indica críticas mixtas en promedio. 
En general, la reseña de la película es positiva. La animación de  Rio 2  es particularmente elogiada, la jungla como ubicación principal permite un "embriagador festival de colores". El número de gags también es muy alto, como las escenas con Shakespeare citando a la cacatúa Nigel. Sin embargo, algunas cosas no son nuevas, sino tomadas de otras películas, por lo que el problema entre Blu y Eduardo nos recuerda a Meet the Parents. El mensaje ecológico de 'Río 2' parece algo artificial.
Los puntos de la crítica compartidos por el crítico de Filmstarts Andreas Staben. Además, juzga que "Rio 2" es un poco demasiado agitado y sobrecargado. Su conclusión es que la película "tiene mucho que ofrecer para los ojos y los oídos, pero junto a casi todas las bromas exitosas y todos los números musicales conmovedores hay una trama secundaria superflua y una alusión que se convierte en nada".

### Taquilla
A pesar de que las críticas no fueron tan favorables como las de su predecesora, Río 2 fue un éxito de taquilla, recaudando más de 500 millones de dólares en todo el mundo, cifra que superó a la primera película, la cual recaudó 484 millones.

## Banda sonora
La banda sonora de la película fue lanzada el 25 de marzo de 2010 por Atlantic Records. Fue promocionada por el sencillo "What Is Love", interpretada por Janelle Monáe. Los Barbatuques interpretaron la canción "Beautiful Creatures" como parte de la  ceremonia de clausura de los Juegos Olímpicos de Verano 2012 en Río de Janeiro.

| N.º | Título                                                        | Artista                                                                                               | Duración |  |
| 1.  | «What Is Love»                                                | Janelle Monáe                                                                                         | 3:31     |  |
| 2.  | «Rio Rio» (featuring B.o.B.)                                  | Ester Dean featuring B.o.B                                                                            | 2:41     |  |
| 3.  | «Beautiful Creatures»                                         | Barbatuques, Andy García and Rita Moreno                                                              | 2:07     |  |
| 4.  | «Welcome Back»                                                | Bruno Mars                                                                                            | 1:08     |  |
| 5.  | «Ô Vida»                                                      | Carlinhos Brown and Nina De Freitas                                                                   | 1:47     |  |
| 6.  | «It's a Jungle Out Here» (featuring Uakti; Brazilian Version) | Philip Lawrence                                                                                       | 3:59     |  |
| 7.  | «Don't Go Away» (featuring Uakti)                             | Anne Hathaway and Flavia Maia                                                                         | 2:38     |  |
| 8.  | «Batucada Familia»                                            | Carlinhos Brown, Siedah Garrett, Jamie Foxx, Rachel Crow, Amy Heidemann, Andy García, and Rita Moreno | 2:42     |  |
| 9.  | «Poisonous Love»                                              | Kristin Chenoweth and Jemaine Clement                                                                 | 3:30     |  |
| 10. | «I Will Survive»                                              | Jemaine Clement and Kristin Chenoweth                                                                 | 1:51     |  |
| 11. | «Bola Viva»                                                   | Carlinhos Brown                                                                                       | 3:22     |  |
| 12. | «Favo De Mel»                                                 | Milton Nascimento                                                                                     | 3:08     |  |
| 13. | «It's a Jungle Out Here»                                      | Philip Lawrence                                                                                       | 4:00     |  |
| 14. | «What Is Love»                                                | Janelle Monáe, Anne Hathaway, Jesse Eisenberg, Jamie Foxx, and Carlinhos Brown                        | 2:43     |  |

## Premios y nominaciones
| Premio                                      | Año  | Categoría                                                                                   | Receptores                                             | Resultado |
| ------------------------------------------- | ---- | ------------------------------------------------------------------------------------------- | ------------------------------------------------------ | --------- |
| Hollywood Film Awards                       | 2011 | Premio a la Canción de Hollywood                                                            | "What is Love" – Janelle Monáe                         | Ganadora  |
| Premios Satellite de 2010                   | 2010 | Premio a la Canción de Hollywood                                                            | "What is Love" – Janelle Monáe                         | Nominados |
| Premios de la Academia Británica para Niños | 2011 | BAFTA Kids Vote                                                                             |                                                        | Nominados |
| Premios Annie                               | 2011 | Logro excepcional, diseño de personajes en una producción de largometrajes animados         | Sang Jun Lee, Jason Sadler y José Manuel Fernández Oli | Nominados |
| Premios Annie                               | 2011 | Logro excepcional, creación de guiones gráficos en una producción de largometrajes animados | John Hurst                                             | Nominados |
| Premios Annie                               | 2011 | Premio Annie a la actuación de voz en una producción cinematográfica                        | Andy García como la voz de Eduardo                     | Nominados |
| Kids' Choice Awards                         | 2011 | Película de animación favorita                                                              |                                                        | Nominados |
| 41st People's Choice Awards                 | 2011 | Película familiar favorita                                                                  |                                                        | Nominados |

## Curiosidades
- Es la primera vez Janelle Monáe y Leslie Mann participan en una película la segunda vez es en Bienvenidos a Marwen de Robert Zemeckis.

## Futuro

### Futura secuela
El director Carlos Saldanha ha mantenido abierta la posibilidad de 'Río 3'. En abril de 2010, declaró: "Por supuesto, tengo muchas historias que contar, así que estamos [comenzando a] prepararnos para ello.
Una posible secuela fue mencionada por Carlos Saldanha en 2010:
Todavía es un poco pronto para pensar en “Río 3”. Ya estoy esperando a ver qué dirá la audiencia sobre "Rio 2". Pero sí, seguro, todavía tengo muchas historias que contar con estos pájaros, así que estamos motivados para preparar una nueva secuela. Porque amamos mucho a estos personajes y tengo muchas ideas en la cabeza, cosas que no podría poner en 'Rio 2'. Entonces, no lo sé todavía. Veremos qué nos depara el futuro ...
En diciembre de 2013, anunció el progreso de Río 3: Hablamos entre nosotros "Río 3", y hemos avanzado un poco. Pero será para mucho más tarde. Ahora mismo el estudio está a pleno rendimiento. No puede darse el lujo de lanzar más de una 'película' al año.
Mientras promocionaba The Ice Age Adventures of Buck Wild, Disney reveló que una tercera película de Rio está oficialmente en desarrollo con 20th Century Animation. Jim Hect escribirá el guion.

### Spin off
El 25 de octubre de 2015, después de la adquisición de 21st Century Fox por parte de Disney, se anunció que se estaba desarrollando una escisión centrada en Nico y Pedro para Disney +. Sin embargo, en abril de 2017, Blue Sky Studios cerró tras un anuncio el 9 de febrero de 2017; desde entonces, el destino de esta escisión ha sido incierta.